# Arnaldo Foschini
Arnaldo Foschini (Roma, 26 settembre 1884 – Roma, 24 marzo 1968) è stato un architetto italiano.

## Biografia
Nasce a Roma il 26 settembre 1884 da genitori originari di Russi, provincia di Ravenna. Nel 1902 si iscrive a Roma all'Istituto di Belle Arti dove dal 1905 frequenta i corsi superiori di Gaetano Koch, Guglielmo Calderini e Manfredo Manfredi e dove si diploma nel 1909. Nel 1905 è già iscritto alla Federazione degli Architetti Italiani (FAI). La sua carriera segue contemporaneamente due binari dedicandosi da una parte alla ricerca e alla didattica e dall'altra all'esercizio della professione sempre ad alto livello. La stima di Marcello Piacentini lo affiancherà per tutta la vita professionale consentendogli di essere uno dei protagonisti della architettura del regime fascista.
Nel 1914 è professore aggiunto presso l'Istituto di Belle Arti di Roma. Nel 1917 progetta la cupola della chiesa di Santa Rosa a Viterbo. Nel 1920 ottiene la cattedra ordinaria di Disegno architettonico alla Scuola Superiore di Architettura di Roma. In quegli anni inizia una lunga collaborazione professionale con Manfredi. Nel 1927 realizza il Teatro Nazionale in via De Pretis, a Roma. Nel 1928 progetta la Chiesa-Ossario del Cimitero Monumentale di Foggia. Nel 1929 viene nominato direttore della rivista Architettura e Arti decorative.

L'Ingresso della Città universitaria di Roma di Arnaldo Foschini

Nel 1932 partecipa alla realizzazione della Città universitaria di Roma voluta da Benito Mussolini e progettata da Marcello Piacentini. Qui realizza il Portale d'ingresso, l'Istituto di Igiene e l'Istituto di Ortopedia, nonché l'Istituto George Eastman di Odontoiatria. Nel 1935 insieme agli architetti Enrico Del Debbio e Vittorio Ballio Morpurgo si aggiudica il primo premio al secondo concorso per il Palazzo Littorio di Roma, sede del Partito Nazionale Fascista. Già nel 1940, tuttavia, il costruendo palazzo viene destinato ad ospitare il Ministero degli Affari Esteri. I lavori per la costruzione, interrotti nel 1943 a causa del secondo conflitto mondiale, vengono ripresi dopo la fine della guerra, e il palazzo viene inaugurato nel 1959 con il nome di Palazzo della Farnesina.
Sempre nel 1935 è chiamato a sistemare la zona di corso Rinascimento e a realizzare la Basilica parrocchiale dei Santi Pietro e Paolo per l'E42 all'EUR. Nel 1942 è tra i 3 vincitori del concorso per l'Anıtkabir, il mausoleo di Mustafa Kemal Atatürk.ad Ankara. Il suo progetto è nella terna dei 3 vincitori nominati il 21 marzo 1942, assieme al turchi Emin Onat e Orhan Arda, e al tedesco Johannes Kruger. Il governo turco preferisce comunque adottare il progetto dei due architetti della Università tecnica di Istanbul rappresentando una migliore espressione del tema nazionale del monumento, e il 9 giugno successivo è pubblicata la decisione finale, in cui a Foschini e a Kruger è assegnato il secondo posto.
Nel 1944 è eletto preside alla Facoltà di Architettura di Roma. Nominato presidente dell'Istituto Ina-Casa nel 1948. Nel 1955 realizza la Chiesa dell'Immacolata sempre all'EUR. Muore a Roma nel 1968.
Figura nella Lista degli appartenenti alla P2.

## Opere principali

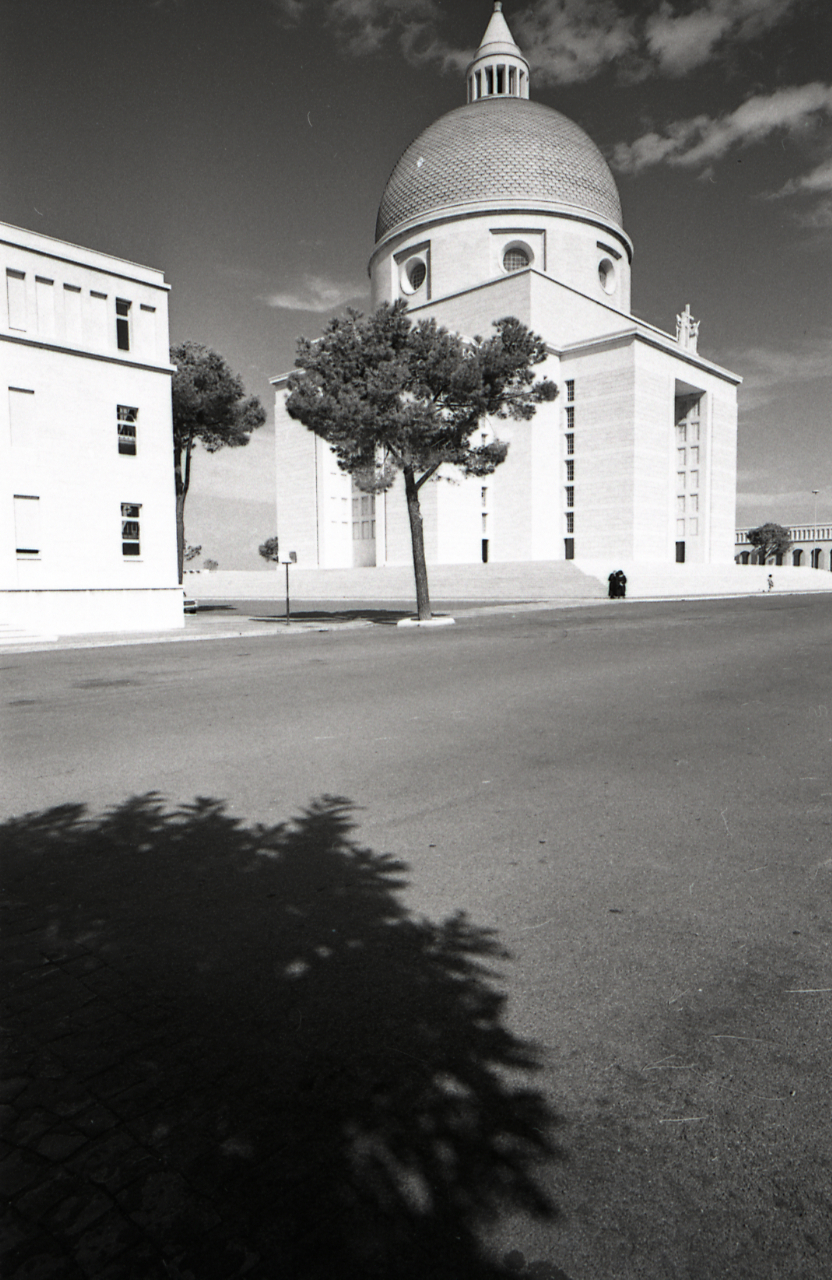
Basilica dei Santi Pietro e Paolo (Roma). Foto di Paolo Monti, 1967.

- Portale d'Ingresso - Città universitaria di Roma
- Istituto d'Igiene - Città universitaria di Roma
- Istituto di Ortopedia - Città universitaria di Roma
- Istituto di Odontoiatria George Eastman - Città universitaria di Roma
- Palazzo Littorio di Roma (Palazzo della Farnesina)
- Basilica parrocchiale dei Santi Pietro e Paolo a Roma
- Villino Astaldi a Roma
- Restauro dell'interno del Duomo di Giulianova (1926-1948)